# Malcolmia malcolmioides
Malcolmia malcolmioides är en korsblommig växtart som först beskrevs av Ernest Saint-Charles Cosson och Michel Charles Durieu de Maisonneuve, och fick sitt nu gällande namn av Werner Rodolfo Greuter och Hervé Maurice Burdet. Malcolmia malcolmioides ingår i släktet strandlövkojor, och familjen korsblommiga växter. Inga underarter finns listade i Catalogue of Life.